# Faucon de Dickinson
Falco dickinsoni
Espèce
Statut CITES
Statut de conservation UICN

 LC  : Préoccupation mineure
Le Faucon de Dickinson (Falco dickinsoni) est une espèce de rapaces diurnes africains de la famille des Falconidae. L'espèce est monotypique.

## Description
Ce faucon gris a la tête et la gorge gris perle, les iris noirs. Son manteau et ses couvertures ailaires sont gris sombre. Son bas ventre et ses cuisses sont de couleur crème. Ses tibias sont emplumés contrairement à ses tarses qui eux ne le sont pas. Son ventre et son poitrail hésitent quant à eux entre le brun clair et le gris perle. Ses flancs sont plus sombres. Ses rectrices sont blanc rayé de noir, la queue abordant les mêmes coloris. Le croupion est blanc. Vu de dessous, les primaires sont blanc rayé de noir, la queue observe les mêmes motifs. Les secondaires sont par contre plus brunes. Le cercle orbital, la cire du bec et les serres sont d'un jaune vif. La taille de ces individus est comprise entre 27 et 30 centimètres, l'envergure entre 61 et 68 centimètres et le poids entre 169 et 235 grammes. La femelle est 4 % plus grande et 10 % plus lourde que le mâle. Les juvéniles sont semblables aux parents bien que leur cercle orbital soit plus vert et que leurs cuisses soient barrées de noir.

## Nomenclature
Cette espèce a été dédiée à John Dickinson (1832-1863), médecin et missionnaire britannique. Il participe à l'expédition de David Livingstone (1813-1873) mais il meurt de paludisme au Malawi. C'est lui-même qui a collecté le spécimen de ce faucon qui a permis la description de l'espèce. L'espèce est décrite l'année suivante en 1864 la mort de Dickinson par Sclater.

## Reproduction
Elle a lieu de juillet à décembre. La femelle pond 2 à 4 œufs. Ils sont de couleur crème et moucheté de tâches rouge à brune. La femelle incube pendant 30 jours. Elle couve seule. Les petits restent au nid pendant 30 à 35 jours. Le nid est situé à une hauteur comprise entre 2 et 18 mètres. Le nid est situé en haut d'un palmier ou d'un arbre. Un ancien nid peut être utilisé mais aucun matériau n'est utilisé pour la conception de ce dernier.

## Habitat et aire de répartition
On le trouve dans des endroits comme la savane, près des palmiers, dans des forêts ou endroits boisés, prairies, zones ouvertes et endroits humides. On le trouve dans le sud de l'Afrique. Il est présent dans les pays suivants : Angola, Botswana, République Démocratique du Congo, Malawi, Mozambique, Namibie, Afrique du Sud, Tanzanie, Zambie et Zimbabwe. Ils sont majoritairement sédentaires bien que des vagabondages puissent être observés en dehors de la période de reproduction. Leur habitat est menacé par la déforestation, notamment par la disparition des palmiers qui hébergent une partie des nids de cette espèce. L'aire de répartition s'étend sur environ 3 400 000 km2.

## Alimentation
Ils se nourrissent d'oiseaux, de lézards, de gros insectes type sauterelles, parfois de serpents et de chauves souris frugivore, de petits rongeurs et de grenouilles. Pour chasser, contrairement à la majorité des crécerelles, il en pratique pas la technique du vol dit en Saint Esprit, il préfère chasser à l'affut depuis un perchoir. Il chasse notamment à l'aube te au crépuscule.